# منظمة مورو للتحرير والمقاومة

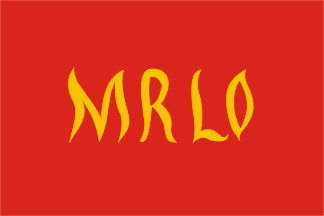
شعار منظمة مورلو للتحرير والمقاومة

منظمة مورلو للتحرير والمقاومة هي جماعة انفصالية مسلحة نشطة تشارك في صراع مورو. أنشئت المنظمة من قبل الجبهة الوطنية الديمقراطية باعتبارها واحدة من التقسيمات الستت عشر في مورو، والتي أنشأتها الجبهة الوطنية للقتال تحت قيادتها.
الهدف الرئيسي للمجموعة هو دعم تصور الجبهة الديمقراطية الوطنية بين المسلمين الفلبينيين، وضد أي شكل من أشكال تقرير المصير. لا تؤيد الجبهة الوطنية الديمقراطية والحزب الشيوعي في الفلبين تقرير المصير، وأنه يجب أن يصنف هذا التقرير تحت هدف ثورة ديمقراطية وطنية، إلى جانب مجموعات أخرى مثل الجبهة الوطنية لتحرير مورو. أدانت الجماعة علنًا وجود الحكومة العسكرية الفلبينية في مينداناو، متهمة إياهم بالعنف ضد مدنيي مورو.